# Diego Garcia

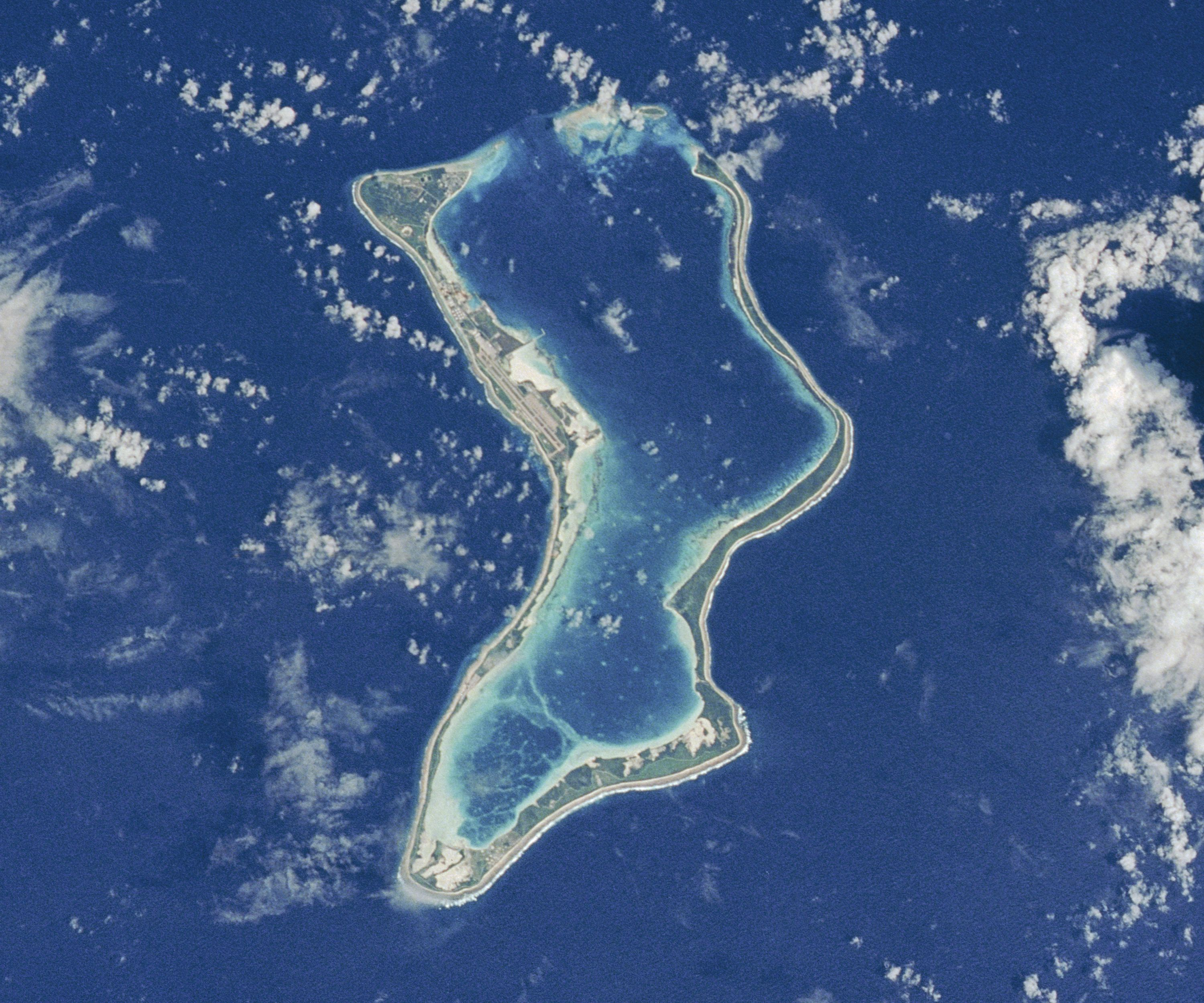
Zdjęcie satelitarne Diego Garcia

Diego Garcia – największy atol w archipelagu Czagos w środkowej części Oceanu Indyjskiego. Administracyjnie należy do Brytyjskiego Terytorium Oceanu Indyjskiego.
Przez lata wyspa była brytyjską kolonią, uprawiano na niej głównie palmy kokosowe. W połowie lat 60. XX wieku archipelag zyskał status terytorium zależnego, a w 1966 został wydzierżawiony na 50 lat Amerykanom. Na początku następnej dekady amerykańska marynarka wojenna rozpoczęła na wyspie budowę bazy wojskowej. Przedtem z całego archipelagu wysiedlono dotychczasowych mieszkańców – zamieszkali oni na Mauritiusie i Seszelach. Obecnie na wyspie stacjonuje około dwóch tysięcy żołnierzy amerykańskich, podobna liczba personelu pomocniczego i kontyngent brytyjski.
Na wyspie znajduje się pas startowy przystosowany do przyjmowania najnowocześniejszych bombowców (w tym B-2), port morski oraz baza paliw. Z racji położenia geograficznego i prawnej zależności od Wielkiej Brytanii, Diego Garcia jest jedną z najważniejszych baz wojsk amerykańskich na świecie. Wykorzystywano ją w czasie dwóch wojen z Irakiem (I i II wojna w Zatoce Perskiej) oraz w czasie amerykańskiej interwencji w Afganistanie w 2001. Wyspa była jednym z 33 wyznaczonych awaryjnych miejsc do lądowania dla programu amerykańskich wahadłowców realizowanego przez NASA.

## Kwestia wysiedlonych
W 2001 roku byli mieszkańcy archipelagu Czagos, wysiedleni w latach 1967–1973, obecnie mieszkający głównie na Mauritiusie, otrzymali brytyjskie obywatelstwo i prawo do repatriacji. Walczyli oni w brytyjskich sądach o prawo do powrotu na archipelag. W maju 2006 roku Sąd Najwyższy w Londynie uchylił decyzję zakazującą zamieszkiwania na wyspach; w kwietniu 2006 grupa dawnych mieszkańców odwiedziła Diego Garcia.
W 2024 roku Wielka Brytania zgodziła się oddać zarząd nad archipelagiem Mauritiusowi, zastrzegając jednak, że baza wojskowa ma pozostać na Diego Garcia. Z tego powodu repatriacja na tę wyspę pozostaje niemożliwa.

## Stacja monitorowania GPS
Diego Garcia jest jedną z pięciu baz kontroli i monitorowania systemu GPS zarządzanych przez siły lotnicze USA. Pozostałe cztery bazy zarządzane przez siły lotnicze znajdują się na Hawajach, Kwajalein, Wyspie Wniebowstąpienia i w Colorado Springs